# Одержимость (фильм, 2009)
«Одержимость» (англ. Obsessed) — американский триллер 2009 года режиссёра Стива Шилла с певицей Бейонсе Ноулз в главной роли.

## Сюжет
Дерек Чарльз — преуспевающий работник крупной финансовой компании. Он — настоящий профи своего дела, пользуется уважением и доверием среди коллег. Когда-то он закрутил роман со своей секретаршей Шерон, которая в итоге стала его женой.
Теперь они счастливая семейная пара. Он по-прежнему работает в офисе, она занимается дома с недавно родившимся ребёнком и изредка наведывается проведать мужа на работе.
Появление новой секретарши в офисе поначалу не кажется чем-то необычным. Симпатичная девушка Лиза Шеридан, стремящаяся угодить своему боссу и ответственно подходящая к выполнению своих обязанностей. Только с каждым разом они приобретают более личный характер, не вписывающийся в рамки делового сотрудничества. К тому же красавица-жена начинает видеть в ней соперницу, и не зря. В голове изобретательной секретарши скрывается хитрый план по уловке в свои сети Дерека, известного своим прошлым пристрастием к каждой проходящей мимо юбке. Настолько ли он изменился, чтобы оставить свои грехи в прошлом? Настолько ли он верен жене, что сможет устоять перед натиском соблазнительницы? Как далеко может зайти человеческая одержимость?
Когда дело принимает неожиданный оборот и встает угроза похищения ребёнка, высокомерная соперница горько обо всём пожалеет.

## В ролях
- Идрис Эльба — Дерек Чарльз;
- Бейонсе Ноулз — Шерон Чарльз;
- Эли Лартер — Лиза Шеридан;
- Джерри О’Коннелл — Бен;
- Бонни Перлман — Мардж;
- Мэттью Хэмпфри — Патрик;
- Скаут Тэйлор-Комптон — Саманта;
- Ричард Рукколо — Хэнк.

## Саундтрек
1. Girls Gotta Pay Rent / Good Ones Are Always Married (Jim Dooley);
2. Lisa BTW (Jim Dooley);
3. Lisa Meets Sharon / Blame Shannon (Jim Dooley);
4. If I Were Single (Jim Dooley);
5. I Would Never Cheat On You / She Grabbed Your Package (Jim Dooley);
6. A Present For Kyle (Jim Dooley);
7. It’s Just The Sprinklers (Jim Dooley);
8. Forgot My Purse / Off To My Sister’s (Jim Dooley);
9. Call Me Back / Champagne Anyone? (Jim Dooley);
10. Bitch Fight Pt. 1 (Jim Dooley);
11. Bitch Fight Pt. 2 / Just Hanging Out Somemore (Jim Dooley).

## Мировой релиз
Премьера в России состоялась 9 июля 2009 года на DVD
- Канада — 24 апреля 2009
- США — 24 апреля 2009
- Новая Зеландия — 21 мая 2009
- Великобритания — 29 мая 2009
- Кувейт — 4 июня 2009
- ОАЭ — 4 июня 2009
- Германия — 11 июня 2009
- Словакия — 18 июня 2009
- Испания — 19 июня 2009
- Румыния — 19 июня 2009
- ЮАР — 19 июня 2009
- Малайзия — 9 июля 2009
- Сингапур — 9 июля 2009
- Италия — 17 июля 2009
- Болгария — 31 июля 2009
- Казахстан — 31 июля 2009 — премьера на DVD
- Египет — 5 августа 2009
- Швейцария — 13 августа 2009 — немецкоговорящие регионы, 2 сентября 2009 — франкоговорящие регионы
- Венгрия — 17 августа 2009 — премьера на DVD
- Норвегия — 21 августа 2009
- Австралия — 27 августа 2009
- Австрия — 28 августа 2009
- Филиппины — 2 сентября 2009 — ограниченный прокат
- Польша — 18 сентября 2009
- Нидерланды — 29 сентября 2009 — премьера на DVD
- Япония — 7 октября 2009 — премьера на DVD
- Исландия — 12 октября 2009 — премьера на DVD
- Аргентина — 21 октября 2009 — премьера на DVD
- Франция — 21 октября 2009 — премьера на DVD

## Факты
- Слоган фильма звучит как «All’s fair when love is war»;
- Сценарист Дэвид Локери, приложивший руку к созданию многих голливудских фильмов, выступил ещё и исполнительным продюсером;
- Бюджет картины составил $ 20 миллионов, общие кассовые сборы составили более $ 73 миллионов. Так, сборы только в США составили более $ 68 миллионов;
- Съёмки начались 5 мая 2008 года и проходили в Лос-Анджелесе, США;
- Роль в этом фильме первая для Бейонсе, в котором она не поёт;
- Первоначально героиню Бейонсе должны были звать Бет;
- Дату премьеры перенесли с 27 февраля на 24 апреля 2009 года;
- Американский хип-хоп исполнитель и актёр LL Cool J первоначально планировался сыграть главную мужскую роль.

## Премии и награды
- 2009 год — «Teen Choice Awards» в номинации «Актриса кино» (Бейонсе), а также «Лучший драматический фильм»;
- Премия канала «MTV», прошедшая 6 июня 2010 года в Юниверсал-сити, Лос-Анджелес. Победа в номинации «Лучшая драка» (Бейонсе/Эли Лартер);
- Чуть ранее, премия «Золотая малина», прошедшая 6 марта 2010 года в Лос-Анджелесе, в номинациях «Худшая женская роль» (Бейонсе) и «Худшая женская роль второго плана» (Эли Лартер);
- 2010 год — номинация «Image Awards» в категории «Лучший актёр второго плана в художественном фильме» (Идрис Эльба).